# Ekstraklasa de 2021–22
A Ekstraklasa de 2021–22 foi a 96ª temporada de futebol na Polônia, a 88ª como primeira divisão nacional na e a 14ª temporada da Ekstraklasa. A temporada regular começou em 23 de julho de 2021 e terminou em 22 de maio de 2022. Essa foi a primeira edição com 18 times, ao invés de 16. No final da temporada, três times serão rebaixados.
Os times Radomiak Radom, Nieciecza e Górnik Łęczna foram promovidos da I liga polonesa na edição de 2020-21.

## Regulamento

### Formato da temporada regular
Um total de 18 times participam dessa edição, sendo que 15 competiram na temporada passada e 3 foram promovidos da I liga. Cada time irá jogar 34 partidas, metade em casa e metade como visitante.
O time que ganhar o campeonato se classifica para o primeiro round das classificatórias da Liga dos Campeões da UEFA de 2022–23; já o 2º e 3º colocados irão disputar o primeiro round das classificatórias da Liga Conferência 2022-23.

### Critérios de desempate
Em caso de empate entre dois ou mais clubes, os critérios serão:
1. Pontos no confronto direto;
2. Saldo de gols no confronto direto;
3. Saldo de gols;
4. Gols marcados;
5. Número de vitórias;
6. Número de vitórias como visitante;
7. Menor número de pontos baseado em cartões amarelos e vermelhos (vermelho = 3 pontos, amarelo = 1 ponto);
8. Ranking de fairplay;
9. Sorteio[2]

## Participantes
| Clube                 | Cidade                | Voivodia            | Estádio                                   | Capacidade | Títulos             |
| --------------------- | --------------------- | ------------------- | ----------------------------------------- | ---------- | ------------------- |
| Cracovia              | Cracóvia              | Pequena Polônia     | Stadion Cracovii                          | 15.114     | 5 (último em 1948)  |
| Górnik Łęczna         | Łęczna                | Lublin              | Stadion Górnika Łęczna                    | 7,200      | 0 (nenhum)          |
| Górnik Zabrze         | Zabrze                | Silésia             | Stadion im. Ernesta Pohla                 | 24.563     | 14 (último em 1988) |
| Jagiellonia Białystok | Białystok             | Podláquia           | Stadion Miejski w Białymstoku             | 22.432     | 0 (nenhum)          |
| Lech Poznań           | Posnânia              | Grande Polônia      | Stadion Poznań                            | 43.269     | 7 (último em 2015)  |
| Lechia Gdańsk         | Gdansk                | Pomerânia           | Stadion Energa Gdánsk                     | 43.615     | 0 (nenhum)          |
| Legia Warszawa        | Varsóvia              | Mazóvia             | Stadion im. Marszałka Józefa Piłsudskiego | 31.800     | 15 (Atual campeão)  |
| Nieciecza             | Nieciecza             | Pequena Polônia     | Stadion Sportowy Bruk-Bet Termalica       | 4.666      | 0 (nenhum)          |
| Piast Gliwice         | Gliwice               | Silésia             | Stadion Miejski                           | 10.037     | 1 (último em 2019)  |
| Pogoń Szczecin        | Estetino              | Pomerânia Ocidental | Stadion im. Floriana Krygiera             | 4.200      | 0 (nenhum)          |
| Radomiak Radom        | Radom                 | Mazóvia             | Stadion Lekkoatletyczno-Piłkarski         | 4,072      | 0 (nenhum)          |
| Raków Częstochowa     | Bełchatów             | Łódź                | Stadion GKS                               | 5.264      | 0 (nenhum)          |
| Stal Mielec           | Mielec                | Subcarpácia         | Stadion Stali                             | 6.864      | 0 (nenhum)          |
| Śląsk Wrocław         | Breslávia             | Baixa Silésia       | Stadion Wrocław                           | 45.105     | 2 (último em 2012)  |
| Warta Poznań          | Grodzisk Wielkopolski | Grande Polônia      | Stadion Dyskobolli                        | 5.383      | 1 (último em 1929)  |
| Wisła Kraków          | Cracóvia              | Pequena Polônia     | Stadion im. Henryka Reymana               | 33.326     | 14 (último em 2011) |
| Wisła Płock           | Płock                 | Mazóvia             | Stadion im. Kazimierza Górskiego          | 12.800     | 0 (nenhum)          |
| Zagłębie Lubin        | Lubin                 | Baixa Silésia       | Stadion Zagłębia                          | 16.068     | 2 (último em 2007)  |

### Por Voivodia
| Nº de times | Voivodia            | Time(s)                                  |
| ----------- | ------------------- | ---------------------------------------- |
| 3           | Mazóvia             | Légia Varsóvia, Radomiak Radom, Wisła P. |
| 3           | Pequena Polônia     | Cracovia, Nieciecza, Wisła K.            |
| 2           | Baixa Silésia       | Śląsk Wrocław, Zagłębie Lubin            |
| 2           | Grande Polônia      | Lech Poznań, Warta Poznań                |
| 2           | Silésia             | Górnik Zabrze, Piast Gliwice             |
| 1           | Łódź                | Raków Częstochowa                        |
| 1           | Lublin              | Górnik Łęczna                            |
| 1           | Podláquia           | Jagiellonia Białystok                    |
| 1           | Pomerânia           | Lechia Gdańsk                            |
| 1           | Pomerânia Ocidental | Pogoń Szczecin                           |
| 1           | Subcarpácia         | Stal Mielec                              |

## Classificação
| Pos | Equipe                | Pts | J  | V  | E  | D  | GP | GC | SG  | Classificação ou descenso                                                    |
| --- | --------------------- | --- | -- | -- | -- | -- | -- | -- | --- | ---------------------------------------------------------------------------- |
| 1   | Lech Poznań           | 74  | 34 | 22 | 8  | 4  | 67 | 24 | +43 | Classificação para a 1ª rodada pré-eliminatória da Liga dos Campeões 2022-23 |
| 2   | Raków Częstochowa     | 69  | 34 | 20 | 9  | 5  | 60 | 30 | +30 | Classificação para a 2ª rodada pré-eliminatória da Liga Conferência 2022-23  |
| 3   | Pogoń Szczecin        | 65  | 34 | 18 | 11 | 5  | 63 | 31 | +32 | Classificação para a 1ª rodada pré-eliminatória da Liga Conferência 2022-23  |
| 4   | Lechia Gdańsk         | 57  | 34 | 16 | 9  | 9  | 52 | 39 | +13 | Classificação para a 1ª rodada pré-eliminatória da Liga Conferência 2022-23  |
| 5   | Piast Gliwice         | 54  | 34 | 15 | 9  | 10 | 45 | 37 | +8  |                                                                              |
| 6   | Wisła Płock           | 48  | 34 | 15 | 3  | 16 | 48 | 51 | −3  |                                                                              |
| 7   | Radomiak Radom        | 48  | 34 | 11 | 15 | 8  | 42 | 40 | +2  |                                                                              |
| 8   | Górnik Zabrze         | 47  | 34 | 13 | 8  | 13 | 55 | 55 | 0   |                                                                              |
| 9   | Cracovia              | 46  | 34 | 12 | 10 | 12 | 40 | 42 | −2  |                                                                              |
| 10  | Legia Warsaw          | 43  | 34 | 13 | 4  | 17 | 46 | 48 | −2  |                                                                              |
| 11  | Warta Poznań          | 42  | 34 | 11 | 9  | 14 | 35 | 38 | −3  |                                                                              |
| 12  | Jagiellonia Białystok | 40  | 34 | 9  | 13 | 12 | 39 | 50 | −11 |                                                                              |
| 13  | Zagłębie Lubin        | 38  | 34 | 11 | 5  | 18 | 43 | 59 | −16 |                                                                              |
| 14  | Stal Mielec           | 37  | 34 | 9  | 10 | 15 | 39 | 52 | −13 |                                                                              |
| 15  | Śląsk Wrocław         | 35  | 34 | 7  | 14 | 13 | 42 | 52 | −10 |                                                                              |
| 16  | Wisła Kraków          | 31  | 34 | 7  | 10 | 17 | 37 | 54 | −17 | Rebaixamento para I liga                                                     |
| 17  | Nieciecza             | 32  | 34 | 7  | 11 | 16 | 36 | 56 | −20 | Rebaixamento para I liga                                                     |
| 18  | Górnik Łęczna         | 28  | 34 | 6  | 10 | 18 | 29 | 60 | −31 | Rebaixamento para I liga                                                     |

1. ↑  Como campeões da Copa Polônia 2021-22. o Raków Częstochowa se qualificou para o 2° round da Liga Conferência, a vaga dele foi passada para o 4° lugar da tabela geral.

#### Desempenho por rodada
Clubes que lideraram cada grupo ao final de cada rodada:
|          | 1ª  | 2ª  | 3ª  | 4ª  | 5ª  | 6ª  | 7ª  | 8ª  | 9ª  | 10ª | 11ª | 12ª | 13ª | 14ª | 15ª | 16ª | 17ª |
| 1º Turno | WIK | WIK | LEC | LEC | LEC | LEC | LEC | LEC | LEC | LEC | LEC | LEC | LEC | LEC | LEC | LEC | LEC |

|          | 18ª | 19ª | 20ª | 21ª | 22ª | 23ª | 24ª | 25ª | 26ª | 27ª | 28ª | 29ª | 30ª | 31ª | 32ª | 33ª | 34ª |
| 2º Turno | LEC | LEC | LEC | LEC | POG | LEC | POG | RAK | POG | POG | LEC | LEC | RAK | RAK | LEC | LEC | LEC |

### Resultados
| Mandante \ Visitante  | CRA | GKŁ | GÓR | JAG | LPO | LGD | LEG | NIE | PIA | POG | RAD | RAK | STA | ŚLĄ | WAR | WIS | WPŁ | ZAG |
| --------------------- | --- | --- | --- | --- | --- | --- | --- | --- | --- | --- | --- | --- | --- | --- | --- | --- | --- | --- |
| Cracovia              | —   | 0–2 | 2–2 | 2–1 | 3–3 | 2–0 | 1–0 | 1–2 | 0–1 | 1–1 | 1–2 | 1–0 | 3–3 | 1–2 | 2–0 | 0–0 | 3–0 | 1–0 |
| Górnik Łęczna         | 1–1 | —   | 1–2 | 0–1 | 1–1 | 0–4 | 0–1 | 1–1 | 1–1 | 0–4 | 1–0 | 0–0 | 2–0 | 1–1 | 0–4 | 1–3 | 3–2 | 2–1 |
| Górnik Zabrze         | 3–0 | 4–2 | —   | 1–2 | 1–3 | 1–3 | 3–2 | 1–1 | 0–1 | 2–2 | 0–0 | 1–1 | 1–0 | 3–1 | 1–0 | 0–1 | 4–2 | 0–0 |
| Jagiellonia Białystok | 0–0 | 1–2 | 1–3 | —   | 1–0 | 1–1 | 2–2 | 1–0 | 3–3 | 1–2 | 1–1 | 3–0 | 1–1 | 1–1 | 1–1 | 3–1 | 0–1 | 2–1 |
| Lech Poznań           | 2–0 | 3–0 | 2–1 | 3–0 | —   | 2–0 | 1–1 | 5–0 | 1–0 | 1–1 | 0–0 | 0–1 | 3–1 | 4–0 | 2–0 | 5–0 | 4–1 | 2–1 |
| Lechia Gdańsk         | 3–0 | 2–0 | 1–1 | 1–2 | 1–0 | —   | 3–1 | 2–0 | 1–0 | 0–0 | 2–2 | 3–1 | 3–2 | 2–0 | 2–0 | 1–1 | 1–0 | 2–1 |
| Legia Warsaw          | 3–0 | 3–1 | 5–3 | 1–0 | 0–1 | 2–1 | —   | 4–1 | 0–1 | 0–2 | 0–3 | 2–3 | 1–3 | 1–0 | 0–1 | 2–1 | 1–0 | 4–0 |
| Nieciecza             | 1–2 | 1–1 | 3–1 | 2–1 | 1–3 | 0–2 | 0–0 | —   | 0–1 | 1–3 | 1–1 | 0–3 | 1–1 | 4–3 | 1–0 | 2–2 | 1–0 | 0–2 |
| Piast Gliwice         | 2–4 | 1–0 | 0–0 | 2–1 | 1–2 | 1–0 | 4–1 | 2–1 | —   | 0–2 | 1–1 | 2–3 | 1–1 | 1–1 | 0–1 | 1–0 | 4–3 | 0–1 |
| Pogoń Szczecin        | 1–1 | 4–1 | 2–0 | 4–1 | 0–3 | 5–1 | 3–1 | 2–2 | 1–0 | —   | 4–0 | 1–2 | 4–1 | 2–1 | 1–1 | 4–1 | 1–2 | 2–1 |
| Radomiak Radom        | 0–1 | 3–1 | 1–0 | 2–2 | 2–1 | 2–0 | 3–1 | 1–1 | 2–2 | 1–1 | —   | 0–1 | 1–1 | 1–1 | 1–0 | 4–2 | 1–1 | 1–6 |
| Raków Częstochowa     | 1–1 | 2–1 | 1–2 | 5–0 | 2–2 | 2–1 | 1–1 | 3–2 | 1–0 | 0–0 | 2–2 | —   | 2–1 | 1–1 | 3–0 | 2–0 | 2–0 | 4–0 |
| Stal Mielec           | 1–2 | 2–0 | 1–2 | 1–1 | 0–0 | 3–3 | 2–1 | 1–0 | 0–2 | 0–1 | 1–0 | 0–3 | —   | 1–1 | 0–1 | 2–1 | 2–1 | 4–2 |
| Śląsk Wrocław         | 0–2 | 0–0 | 3–4 | 2–2 | 0–1 | 1–1 | 1–0 | 0–4 | 1–3 | 1–1 | 0–0 | 1–2 | 2–1 | —   | 2–2 | 1–1 | 3–1 | 0–0 |
| Warta Poznań          | 1–0 | 1–1 | 2–1 | 1–1 | 1–2 | 0–2 | 0–2 | 0–0 | 2–3 | 1–1 | 3–1 | 0–2 | 0–0 | 2–1 | —   | 1–1 | 1–2 | 0–2 |
| Wisła Kraków          | 1–0 | 0–0 | 4–1 | 0–0 | 1–1 | 2–2 | 1–0 | 3–0 | 2–2 | 0–1 | 0–1 | 1–2 | 0–1 | 0–5 | 0–1 | —   | 3–4 | 3–0 |
| Wisła Płock           | 2–1 | 3–1 | 3–2 | 3–0 | 0–1 | 1–0 | 1–0 | 1–1 | 0–2 | 1–0 | 1–0 | 1–1 | 3–0 | 1–2 | 0–3 | 2–0 | —   | 4–0 |
| Zagłębie Lubin        | 1–1 | 3–1 | 2–4 | 0–1 | 2–3 | 2–2 | 1–3 | 2–1 | 0–0 | 2–0 | 0–2 | 1–0 | 3–1 | 1–3 | 0–4 | 2–1 | 3–1 | —   |

## Premiação
| Campeonato Polonês de Futebol de 2021–22 Ekstraklasa de 2021–22 |
| --------------------------------------------------------------- |
| Lech Poznań Campeão (8.° título)                                |